# Viera Mikulášiková
Viera Mikulášiková (4 de septiembre de 1981) es una deportista eslovaca que compitió en natación adaptada. Ganó una medalla de plata en los Juegos Paralímpicos de Atenas 2004 en la prueba de 50 m libre (clase S10).

## Palmarés internacional
| Juegos Paralímpicos | Juegos Paralímpicos | Juegos Paralímpicos | Juegos Paralímpicos |
| Año                 | Lugar               | Medalla             | Prueba              |
| ------------------- | ------------------- | ------------------- | ------------------- |
| 2004                | Atenas (Grecia)     | Medalla de plata    | 50 m libre S10      |